# Eyrie Bay
Die Eyrie Bay (englisch für Adlerhorstbucht, in Argentinien Bahía Edith) ist eine an ihrer Einfahrt 4 km und im Inland bis zu 5 km breite Bucht im Norden des Grahamlands auf der Antarktischen Halbinsel. Sie liegt nördlich des Jade Point an der Südküste der Trinity-Halbinsel.
Das UK Antarctic Place-Names Committee benannte sie 1964 nach ihrer Nähe zu Eagle Island. Der Hintergrund der argentinischen Benennung ist nicht überliefert.